# Nhái cây Mẫu Sơn
Nhái cây Mẫu Sơn (danh pháp: Philautus maosonensis) là một loài ếch trong họ Rhacophoridae. Chúng được tìm thấy ở Việt Nam và có thể cả Trung Quốc.
Các môi trường sống tự nhiên của chúng là các khu rừng ẩm ướt đất thấp nhiệt đới hoặc cận nhiệt đới và các khu rừng vùng núi ẩm nhiệt đới hoặc cận nhiệt đới. Loài này đang bị đe dọa do mất môi trường sống.